# József Nagy (atleta)
József Nagy (Sárkeresztúr, 27 gennaio 1884 – Balatonszepezd, 27 ottobre 1952) è stato un mezzofondista e velocista ungherese.

## Biografia
Nel 1908 prende parte ai Giochi olimpici di Londra, venendo eliminato alle batterie dei 400, 800 e 1500 metri piani. Vince la medaglia di bronzo nella staffetta olimpica (200 + 200 + 400 + 800 metri) con Frigyes Mezei, Pál Simon e Ödön Bodor correndo i 400 metri.

## Palmarès
| Anno | Manifestazione  | Sede   | Evento             | Risultato | Prestazione | Note |
| ---- | --------------- | ------ | ------------------ | --------- | ----------- | ---- |
| 1908 | Giochi olimpici | Londra | 400 m piani        | Batteria  | n/d         |      |
| 1908 | Giochi olimpici | Londra | 800 m piani        | Batteria  | n/d         |      |
| 1908 | Giochi olimpici | Londra | 1500 m piani       | Batteria  | 4'19"6      |      |
| 1908 | Giochi olimpici | Londra | Staffetta olimpica | Bronzo    | 3'32"5      |      |